# Prefetti della provincia di Cremona
Elenco dei prefetti della provincia di Cremona.

## Regno d'Italia
Non appena occuparono la Lombardia, i Savoia rimossero i capi delle amministrazioni asburgiche considerati lealisti del vecchio regime, nominando loro sostituti per ordine militare. Annessa la regione al Regno di Sardegna, entrò in vigore il nuovo compartimento amministrativo previsto dal decreto Rattazzi. Cremona annesse il cremasco e vennero indette le elezioni amministrative per il gennaio del 1860. Con la proclamazione del Regno d'Italia, i governatori furono mutati in prefetti.
- Giovanni Gallarini (20 giugno 1859 - 6 gennaio 1860) – Intendente
- Giuseppe Pirinoli (11 gennaio 1860 - 1º giugno 1860) – Governatore
- Giovanni Gallarini (10 giugno 1860 - 30 giugno 1861) – Governatore
- Antonino Plutino (16 luglio 1861 - 29 novembre 1861)
- Angelo Comte (12 dicembre 1861 - 11 febbraio 1863)
- Tholosano di Valgrisanche (28 febbraio 1863 - 6 agosto 1870)
- Carlo Faraldo (16 agosto 1870 - 20 febbraio 1873)
- Pietro Turati (4 marzo 1873 - 21 dicembre 1875)
- Giuseppe Cotta Ramusino (21 dicembre 1875 - 28 gennaio 1876)
- Manfredo Gazzo (28 gennaio 1876 - 1º aprile 1876) - consigliere delegato
- Onofrio Galletti (1º aprile 1876 - 30 settembre 1876)
- Achille Serpieri (1º novembre 1876 - 26 agosto 1878)
- Antonio Gilardoni (27 agosto 1878 - 28 maggio 1881)
- Giovanni Vitelli Spano (29 maggio 1881 - 30 agosto 1881)
- Ferdinando Laurin (31 agosto 1881 - 7 settembre 1882)
- Angelo Giacomelli (18 settembre 1882 - 16 giugno 1887)
- Emilio Caracciolo di Sarno (23 giugno 1887 - 23 luglio 1891)
- Pietro Bondi' (22 agosto 1891 - 9 giugno 1892)
- David Silvagni (27 giugno 1892 - 13 settembre 1893)
- Salvatore Mauceri (14 settembre 1893 - 2 novembre 1893)
- Sebastiano Piras Lecca (3 novembre 1893 - 8 dicembre 1896)
- Ulisse Toni (10 dicembre 1896 - 1º giugno 1898)
- Ardoino Raffaele Doneddu (2 giugno 1898 - 18 aprile 1901)
- Filippo Bolis (19 aprile 1901 - 30 aprile 1902)
- Tito Carnevali (1º maggio 1902 - 15 novembre 1907)
- Gabriele Chiericati Salvioni (16 novembre 1907 - 29 aprile 1916)
- Cesare Gallotti (30 aprile 1916 - 4 agosto 1917)
- Giustino Pera (5 agosto 1917 - 14 agosto 1919)
- Michele Bertone (15 agosto 1919 - 13 agosto 1920)
- Riccardo Gualdi (14 agosto 1920 - 10 novembre 1921)
- Giuseppe Guadagnini (10 dicembre 1921 - 18 luglio 1922)
- Francesco Rossi (19 luglio 1922 - 16 luglio 1929)
- Luigi Cambiaggio (16 luglio 1929 - 31 luglio 1932)
- Samuele Pugliese (1º agosto 1932 - 19 gennaio 1934)
- Pietro Carini (20 gennaio 1934 - 31 agosto 1942)
- G. Battista Laura (1º settembre 1942 - 28 febbraio 1943)
- Mario Tringhero (1º marzo 1943 - 8 settembre 1943)
- Giuseppe Ristagno (9 settembre 1943 - 22 ottobre 1943)
- Attilio Romani (23 ottobre 1943 - 25 luglio 1944) – Capo della Provincia (RSI)
- Vittorio Ortalli (26 luglio 1944 - 24 aprile 1945) – Capo della Provincia (RSI)
- Giulio Parietti (25 aprile 1945 - 19 agosto 1945)
- Girolamo Speciale (20 agosto 1945 - 9 ottobre 1948)

## Repubblica Italiana
- Edoardo Bisia (10 ottobre 1948 - 15 gennaio 1949)
- Manlio Binna (16 gennaio 1949 - 5 ottobre 1953)
- Paolo Bellisario (8 ottobre 1953 - 25 ottobre 1954)
- Oscar Benussi (26 ottobre 1954 - 22 ottobre 1955)
- Domenico Dal Cortivo (23 ottobre 1955 - 30 novembre 1962)
- Giacinto Nitri (1º dicembre 1962 - 28 marzo 1965)
- Dionisio Villa (29 marzo 1965 - 6 novembre 1966)
- Carlo Capasso (7 novembre 1966 - 9 settembre 1971)
- Raffaele Boselli (10 settembre 1971 - 14 novembre 1975)
- Giuseppe Basile (15 novembre 1975 - 15 gennaio 1978)
- Michele Barile (16 gennaio 1978 - 30 novembre 1983)
- Giulio Beatrice (1º dicembre 1983 - 28 dicembre 1990)
- Ennio Bozzi (2 gennaio 1991 - 31 agosto 1993)
- Giuseppe Destro (1º settembre 1993 - 23 novembre 1997)
- Guido Palazzo Adriano (24 novembre 1997 - 20 dicembre 2000)
- Oreste Iovino (20 dicembre 2000 - 31 marzo 2005)
- Emilia Giordano (1º aprile 2005 - 26 luglio 2005)
- Giuseppe Badalamenti (27 luglio 2005 - 31 agosto 2008)
- Tancredi Lorenzo Maria Bruno di Clarafond (1º settembre 2008 - 31 luglio 2013)
- Paola Picciafuochi (1º agosto 2013 - 30 aprile 2019)
- Vito Danilo Gagliardi (23 maggio 2019 - 31 gennaio 2022)
- Corrado Conforto Galli (dal 7 marzo 2022 - 25 settembre 2024)
- Antonio Giannelli (dal 26 settembre 2024 - in carica)